# Кошари-Яроцькі
Кошари-Яроцькі (пол. Koszary Jarockie) — село в Польщі, у гміні Островіте Слупецького повіту Великопольського воєводства.
У 1975-1998 роках село належало до Конінського воєводства.